# Comuna Smoș, Prîlukî
Smoș (în ucraineană Смош) este o comună în raionul Prîlukî, regiunea Cernihiv, Ucraina, formată din satele Komuna, Smoș (reședința), Vîsoke și Zaudaiivske.

## Demografie
Componența lingvistică a comunei Smoș
     Ucraineană (97,82%)
     Rusă (2,18%)
Conform recensământului din 2001, majoritatea populației comunei Smoș era vorbitoare de ucraineană (97,82%), existând în minoritate și vorbitori de rusă (2,18%).